# Бексли-Норт

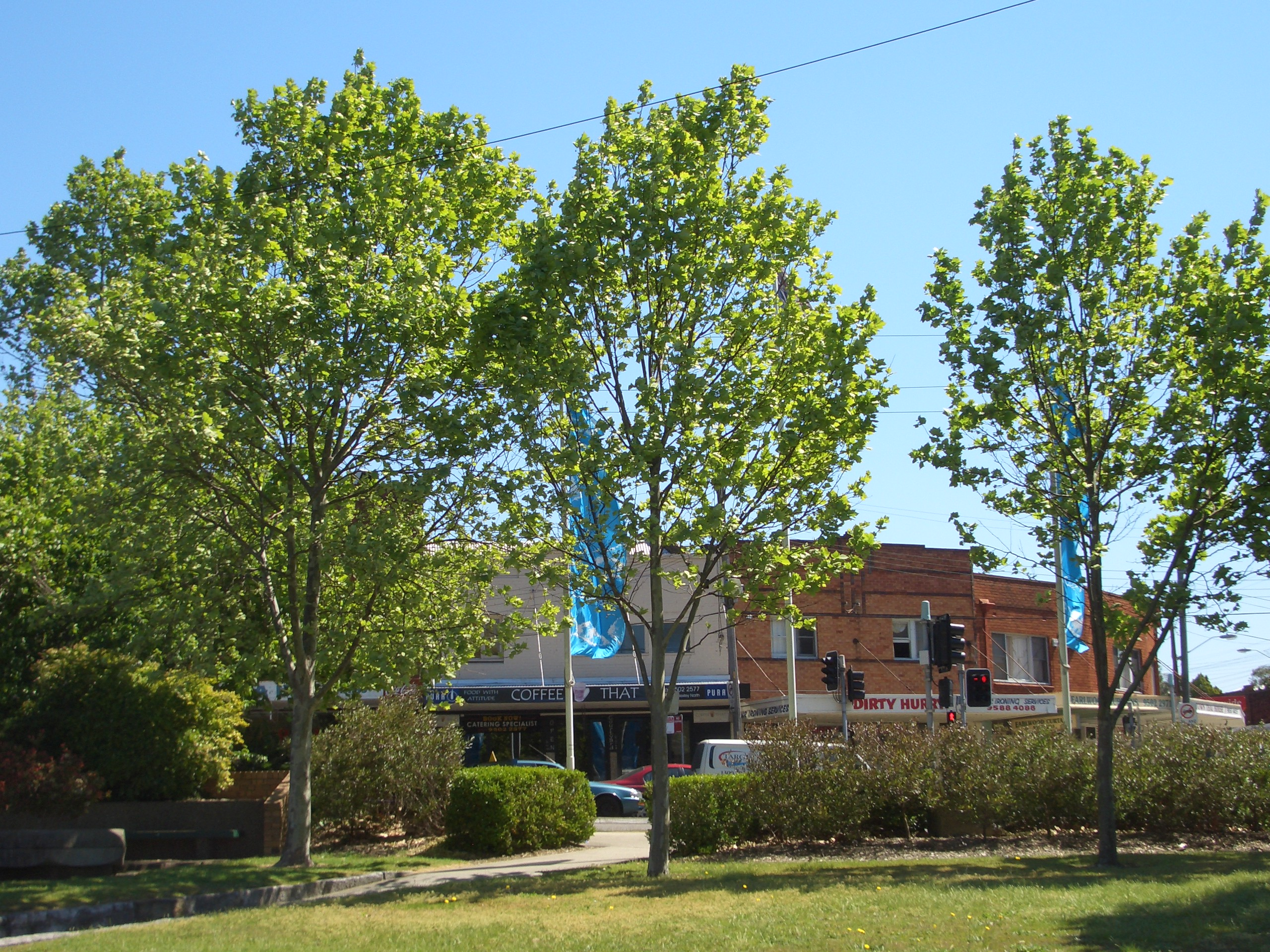
Перекрёсток Бексли-роуд и Слейд-роуд

Бексли-Норт, северный Бексли (англ. Bexley North) — пригород на юге Сиднея, в штате Новый Южный Уэльс (Австралия), в 13 километрах к югу от центрального района Сиднея. Он является частью региона Сент-Джордж. Бексли-Норт находится в районе местного самоуправления Совета Бейсайда.

## История
В 1822 году Чандлер купил ферму у Томаса Сильвестра, который получил землю в районе нынешнего пригорода Бексли примерно десятью годами ранее. В том же году он получил 1200 акров (490 га) земли, которая простиралась от нынешнего северного Бексли до Рокдейла и Когары. Джеймс Чандлер назвал пригород в честь места своего рождения, Бексли, которое находится на юго-востоке Лондона (Англия).
Всплеск развития начался после того, как в 1884 году была открыта железнодорожная линия до Херствилла. Двухъярусные вагонетки и кэбы перевозили пассажиров, а в 1909 году между Бексли и Арнклиффом курсировал паровой трамвай. В районе открылось множество трактиров, в том числе «Человек из Кента», «Робин Гуд», «Литтл Джон Инн» и «Хайбери Барн». 28 июня 1900 года район Бексли отделился от муниципалитета Херствилл и стал самостоятельным советом Бексли.
Открытие линии Ист-Хиллз и железнодорожной станции в Бексли-Норт в 1931 году привело к началу жилищного строительства в данном районе.

## Коммерция
Северный Бексли — это преимущественно жилой пригород с небольшим торговым центром, расположенным на пересечении Бексли-роуд, Слейд-роуд и Шоу-стрит, неподалёку от железнодорожной станции Бексли-Норт. В нём есть супермаркет Woolworths Metro, паб, похоронное бюро, кафе, рестораны и специализированные магазины.

## Транспорт
Железнодорожная станция Бексли-Норт находится на линии Аэропорт и Юг сети Sydney Trains. Бексли-Норт также обслуживается автобусными маршрутами компании Transit Systems и частными автобусными маршрутами.
Автомагистраль M5 идёт на юго-запад в направлении Беверли-Хиллз и Ливерпуля. В Бексли-Норт нет въезда в 4-километровый тоннель, который начинается здесь и идет на северо-восток в сторону Ботани и города. Въезд на северо-восток автострады разрешен в Кингсгроув и Арнклифф.

## Достопримечательности
- Ручей Бардуэлл и пешеходный маршрут к бассейну Бексли
- Гостиница Бексли-Норт
- Библиотека Бексли-Норт
- Государственная школа Бексли-Норт
- Скаутский зал Бексли-Норт
- Англиканская церковь Святой Троицы
- Заповедник Стоттс

## Население

### Демография
По данным переписи населения 2016 года, в Бексли-Норт проживало 4097 человек. 56,4 % опрошенных родились в Австралии. Следующими наиболее распространенными странами рождения были: Китай — 7,3 % и Греция — 6,1 %. 42,1 % людей говорили дома только на английском языке. Другие языки, на которых говорят дома, включали: греческий 17,1 %, мандаринский 6,9 %, кантонский 6,4 % и арабский 5,7 %. Наиболее распространенными ответами на вопрос о религии были: католик — 23,2 %, православный — 22,4 %, атеист — 18,4 %.

### Знаменитости
- Боб Уиндл[англ.], золотой медалист в плавании вольным стилем на дистанции 1500 м среди мужчин на летних Олимпийских играх 1964 года, вырос в Бексли-Норт.
- Тим Кэхилл, австралийский футболист, играющий за Сборную Австралии по футболу и клуб Эвертон, был учеником начальной школы Бексли-Норт[5].
- Энтони Тоттен[англ.], бывший футболист профессиональной лиги регби, вырос в Бексли-Норт[6].
- Дэмиен Лак, бывший футболист профессиональной регбийной лиги.